# 松澤哲郎
松澤哲郎（日语：／ Matsuzawa Tetsurō，1950年10月15日—），出生于日本爱媛县。动物心理学（比较心理学）研究者，灵长类学家。京都大学教授。京都大学理学博士。

## 学术经历

### 教育经历
- 1974年 京都大学文学部哲学科毕业
- 1976年12月 京都大学大学院文学研究科博士课程，中途退出
- 1986年 京都大学理学博士，毕业论文“Hierarchy of visual perception in a chimpanzee (Pan troglodytes)”[1] [2]

### 任职经历
- 1976年12月 京都大学灵长类研究所助手（心理研究部门）（1993年4月，改组为行动神经研究部门认知学习分野）
- 1987年9月 京都大学灵长类研究所助教授（心理研究部门）（1993年4月，改组为行动神经研究部门认知学习分野）
- 1993年9月 京都大学灵长类研究所教授（行动神经研究部门思考言语分野）
- 2006年4月 京都大学灵长类研究所所长
- 2009年4月 灵长类国际合作和先进研究中心主任
- 2014年4月 日本猴子中心（日本モンキーセンター，Japan Monkey Center）所长（兼任）

## 研究活动
松沢教授主要研究黑猩猩智力，包括实验室研究和野外研究。他的实验室研究是广为人知的“小爱项目”（“Ai Project”）。这个项目主要研究一只雌性黑猩猩，小“爱”的类似语言的技能和数概念。小爱有一个儿子，小步（Ayumu）。他们和其他12只黑猩猩住在京都大学灵长类研究所中。这群黑猩猩包含3代。小爱项目从1978年开始，并成为了黑猩猩智力研究中持续时间最长的实验室研究之一。
松沢教授也在野外研究黑猩猩的工具使用。主要研究地点是西非的几内亚的波索（Bossou）。野外研究从1986年开始。那里有一个包含12只黑猩猩的黑猩猩社群。
松沢教授的研究目的是结合野外研究和实验室工作，来理解我们演化上的近亲——黑猩猩的天性。

## 所获荣誉
- 1991年 秩父宫纪念学术奖
- 1996年 中山奖特别奖
- 1998年 日本心理学会研究奖励特别奖
- 2001年 珍•古德奖
- 2004年 中日文化奖
- 2004年 紫绶褒章
- 2011年 科学记者奖和每日出版文化奖（《想像するちから》一书）
- 2013年 文化功劳者

## 相关中文图书
- 《黑猩猩告诉我们：什么是人类》
- 《人类的近亲黑猩猩——小爱和她非洲的伙伴们》
- 《想象的力量——透过黑猩猩看人类》